# قرة باباق (مياندوآب)
قرة باباق هي قرية في مقاطعة مياندوآب، إيران. عدد سكان هذه القرية هو 334 في سنة 2006.